# Ernest Skelton
Ernest Skelton (ur. 28 maja 1977) – samoański rugbysta, reprezentant kraju.
Początkowo uprawiał rugby league i w 1999 roku za uderzenie sędziego liniowego w lokalnych rozgrywkach w Brisbane został ukarany dziesięcioletnim zakazem gry. Przeniósł się zatem do rugby union i na poziomie klubowym reprezentował Norths, Sunnybank i Wests, z którym w roku 2006 zwyciężył w lokalnych rozgrywkach Queensland Premier Rugby. Dobra postawa w tym roku dała mu miejsce w składzie Reds, a dla stanowego zespołu zadebiutował w meczu z Fidżi. W kolejnym sezonie z uwagi na kontuzje podstawowych graczy zagrał w trzech spotkaniach Super 14, a łącznie dla Reds wystąpił w czterech meczach. Grał także dla Akademii Reds, a w jedynym rozegranym sezonie Australian Rugby Championship został przydzielony do zespołu Ballymore Tornadoes, dla którego rozegrał siedem spotkań.
W roku 2009 rozegrał cztery mecze w barwach samoańskiej reprezentacji – po dwa w Pucharze Narodów Pacyfiku i kwalifikacjach do PŚ 2011 – zdobywając jedno przyłożenie. W szerokim składzie kadry znajdował się także rok później.
Po zakończeniu kariery zawodniczej zajął się pracą trenerską.